# تانسيت سيريبالا
تانسيت سيريبالا (بالتايلندية: ธนาสิทธิ์ ศิริผลา) (9 أغسطس 1995 في تايلاند - ) هو لاعب كرة قدم تايلندي في مركز جناح ‏. شارك مع منتخب تايلاند تحت 20 سنة لكرة القدم ومنتخب تايلاند تحت 23 سنة لكرة القدم. أما مع النوادي، فقد لعب مع نادي باثوم يونايتد وSiam F.C. ‏.

## وصلات خارجية
- تانسيت سيريبالا على موقع قاعدة بيانات كرة القدم.إي يو (الإنجليزية)
- تانسيت سيريبالا على موقع Soccerway.com (الإنجليزية)